# Steinunn Valdís Óskarsdóttir
Steinunn Valdís Óskarsdóttir (født 7. april 1965) er en tidligere islandsk politiker fra Alliancen, der er tidligere borgmester i Reykjavík. Hun var borgmester fra 30. november 2004 til 13. juni 2006; hun tog over efter Þórólfur Árnasons afgang.

## Politisk karriere
Steinunn sad i Reykjavíks byråd 1994-2007. Hun blev valgt til Altinget for Reykjavík Nord-kredsen ved valget 12. maj 2007 og udtrådte efterfølgende af byrådet. Hendes sidste byrådsmøde var på kvindernes dag, 19. juni 2007.
Hun var næstformand i Alliancens altingsgruppe, formand for det almene udvalg ("hovedudvalget"), medlem af handelsudvalget og udvalget for transport og kommunikation, samt næstformand for Altinget 2009-10. Desuden var hun 2009-10 næstformand for den islandske delegation til Europarådets Parlamentariske Forsamling.

## Afgang fra politik
Óskarsdóttir modtog i 2006 13 millioner islandske kroner fra private firmaer til to primærvalgskampagner for hhv. byrådet og Altinget. Da dette senere kom frem førte det til anklager om korruption og bestikkelse. Steinum benægtede, at hun havde gjort noget uetisk, men opgav sin politiske karriere for ikke at skade partiet og forlod Altinget 1. juni 2010.